# Железный кулак (телесериал)
«Желе́зный кула́к» (англ. Iron Fist или Marvel’s Iron Fist) — американский супергеройский телесериал, созданный Скоттом Баком и основанный на одноимённом персонаже комиксов Marvel. Производством занимаются студии Marvel Television и ABC Studios, а показ осуществляется через потоковый видеосервис Netflix. «Железный Кулак» входит в кинематографическую вселенную Marvel и является четвёртым из серии сериалов (первый — «Сорвиголова», второй — «Джессика Джонс», третий «Люк Кейдж»), которые объединятся в кроссоверный мини-сериал «Защитники». Шоураннером первого сезона был Скотт Бак, второго — Рэйвен Метцнер. Все 13 серий первого сезона выложены на Netflix 17 марта 2017 года. В июле было объявлено о продлении телесериала на второй сезон, все 10 серий которого вышли 7 сентября 2018 года. Netflix закрыл сериал 12 октября 2018 года.

## Сюжет
В детстве Дэнни Ренд с семьёй отправились через Гималаи на отдых. Но в путешествии разразилась буря, унёсшая жизни родителей Дэнни. Сам мальчик сумел найти затерянный город К’унь-Л’унь, где и остался. Много лет он обучался боевым искусствам и, после ритуальной победы, обрел силу Железного кулака — способность концентрировать духовную силу в огненный кулак. Дэнни решил вернуться в Нью-Йорк, чтобы разрешить вопросы прошлого. А тем временем, втайне от правительства, Нью-Йорком правит организация Рука, которая контролирует все сферы деятельности ньюйоркцев. Дэнни, узнав это, начинает борьбу с мадам Гао и её приспешниками.

## В ролях
= Главная роль в сезоне
     = Второстепенная роль в сезоне
     = Гостевая роль в сезоне
     = Не появляется

### Основной состав
| Финн Джонс      | Дэнни Рэнд / Железный кулак | 13 | 10 | 23 |
| Джессика Хенвик | Коллин Винг                 | 13 | 10 | 23 |
| Том Пельфри     | Уорд Мичам                  | 11 | 10 | 21 |
| Джессика Строуп | Джой Мичам                  | 13 | 10 | 23 |
| Саша Дхаван     | Давос / Стальной Змей       | 5  | 10 | 15 |
| Рамон Родригес  | Бакуто                      | 5  |    | 5  |
| Розарио Доусон  | Клэр Тэмпл                  | 6  |    | 6  |
| Дэвид Уэнем     | Гарольд Мичам               | 10 |    | 10 |
| Симон Миссик    | Мисти Найт                  |    | 6  | 6  |
| Элис Ив         | Мэри Уокер / Тифозная Мэри  |    | 10 | 10 |
| Всего эпизодов  | Всего эпизодов              | 13 | 10 | 23 |

### Второстепенный состав
| Вай Чинг Хо          | Мадам Гао       | 9  |    | 9  |
| Барретт Досс         | Мэган           | 7  |    | 7  |
| Алекс Уайз           | Кайл            | 4  |    | 4  |
| Маркиз Родригес      | Дэрил           | 5  |    | 5  |
| Клифтон Дэвис        | Лоуренс Вилкинс | 5  |    | 5  |
| Кэрри-Энн Мосс       | Джери Хогарт    | 3  |    | 3  |
| Генри Юк             | Хай-Цин Янг     | 3  | 3  | 6  |
| Кристин Той          | Шерри Янг       |    | 7  | 7  |
| Джеймс Чен           | Сэм Чанг        |    | 4  | 4  |
| Джейсон Лай          | Рино            |    | 5  | 5  |
| Джуллиан Яо Джиоелло | БиБи            |    | 8  | 8  |
| Фернандо Чиен        | Чен Ву          |    | 7  | 7  |
| Натали Смит          | Бетани          |    | 6  | 6  |
| Всего эпизодов       | Всего эпизодов  | 13 | 10 | 23 |

## Эпизоды

### Сезон 1 (2017)
| № общий | № в сезоне | Название                                                          | Режиссёр        | Автор сценария                                 | Дата премьеры |
| ------- | ---------- | ----------------------------------------------------------------- | --------------- | ---------------------------------------------- | ------------- |
| 1       | 1          | «Снег укажет путь» «Snow Gives Way»                               | Джон Дал        | Скотт Бак                                      | 17 марта 2017 |
| 2       | 2          | «Теневой ястреб взлетает» «Shadow Hawk Takes Flight»              | Джон Дал        | Скотт Бак                                      | 17 марта 2017 |
| 3       | 3          | «Пушечный удар раската грома» «Rolling Thunder Cannon Punch»      | Том Шенклэнд    | Куинтон Пиплз                                  | 17 марта 2017 |
| 4       | 4          | «Восьмая диаграмма ладони дракона» «Eight Diagram Dragon Palm»    | Мигель Сапочник | Скотт Рейнольдс                                | 17 марта 2017 |
| 5       | 5          | «Под листом сорви лотос» «Under Leaf Pluck Lotus»                 | Ута Бризевиц    | Кристин Чемберс                                | 17 марта 2017 |
| 6       | 6          | «Бессмертный выходит из пещеры» «Immortal Emerges from Cave»      | RZA             | Дуэйн Уоррелл                                  | 17 марта 2017 |
| 7       | 7          | «Валить дерево с корнями» «Felling with Tree Routes»              | Фаррен Блэкберн | Иэн Стоукс                                     | 17 марта 2017 |
| 8       | 8          | «Благословение многих переломов» «The Blessing of Many Fractures» | Кевин Танчароен | Тамара Бечер-Уилкинсон                         | 17 марта 2017 |
| 9       | 9          | «Повелительница всех агоний» «The Mistress of All Agonies»        | Джет Уилкинсон  | Пэт Чарльз                                     | 17 марта 2017 |
| 10      | 10         | «Чёрный тигр крадёт сердце» «Black Tiger Steals Heart»            | Питер Хоар      | Куинтон Пиплз                                  | 17 марта 2017 |
| 11      | 11         | «Отведи лошадь обратно в конюшню» «Lead Horse Back to Stable»     | Дебора Чоу      | Иэн Стоукс                                     | 17 марта 2017 |
| 12      | 12         | «Захват большого босса» «Bar the Big Boss»                        | Энди Годдард    | Скотт Рейнольдс                                | 17 марта 2017 |
| 13      | 13         | «Дракон играет с огнём» «Dragon Plays with Fire»                  | Стивен Сёрджик  | Скотт Бак, Тамара Бечер-Уилкинсон и Пэт Чарльз | 17 марта 2017 |

1. ↑  Каждый эпизод назван в честь последовательностей шаолинь цюань.[3][4]

### Сезон 2 (2018)
| №  | Название                                                    | Режиссёр          | Автор сценария      | Дата премьеры   |
| -- | ----------------------------------------------------------- | ----------------- | ------------------- | --------------- |
| 1  | «Ярость Железного Кулака» «The Fury of Iron Fist»           | Дэвид Добкин      | М.Равен Метцнер     | 8 сентября 2018 |
| 2  | «Город сожжению не подлежит» «The City's Not for Burning»   | Рэйчел Талалэй    | Джон Уорли          | 8 сентября 2018 |
| 3  | «Этот смертельный секрет» «This Deadly Secret»              | Тоа Фрейзер       | Татьяна Суарес-Пико | 8 сентября 2018 |
| 4  | «Цель — Железный кулак» «Target - Iron Fist»                | М. Дж. Бассетт    | Дженни Линн         | 8 сентября 2018 |
| 5  | «Сердце Дракона» «Heart of the Dragon»                      | Майрзи Алмас      | Деклан де Барра     | 8 сентября 2018 |
| 6  | «Дракон умрет на рассвете» «The Dragon Dies at Dawn»        | Филип Джон        | Мэттью Уайт         | 8 сентября 2018 |
| 7  | «Утро мозгового штурма» «Morning of the Mindstorm»          | Стивен Сёрджик    | Ребекка Дэмерон     | 8 сентября 2018 |
| 8  | «Цитадель на краю мести» «Citadel on the Edge of Vengeance» | Джулиан Холмс     | Мелисса Гленн       | 8 сентября 2018 |
| 9  | «Война без конца» «War Without End»                         | Сэнфорд Букставер | Дэниэл Шаттак       | 8 сентября 2018 |
| 10 | «Железный поединок» «A Duel of Iron»                        | Джонас Пэйт       | М. Равен Метцнер    | 8 сентября 2018 |

## Производство

### Разработка
В 2010 году Рич Уилкс получил заказ сценария на сольный фильм о Железном кулаке. В октябре 2013 года стало известно, что об этом персонаже комиксов будет снят телесериал: Deadline сообщил, что Marvel готовит четыре драматических сериала и один мини-сериал, совокупностью в 60 эпизодов, для показа на сервисах видео по запросу и кабельных каналах, которыми заинтересовались Netflix, Amazon и WGN America. Через несколько недель Marvel и Disney объявили, что Netflix покажет игровые сериалы о Сорвиголове, Джессике Джонс, Железном кулаке и Люке Кейдже, завершив всё общим мини-сериалом, основанном на комиксах о «Защитниках». Сериал будет состоять из 13 серий длительностью в 60 минут.
7 декабря 2015 года стало известно, что на пост шоураннера телесериала был выбран Скотт Бак.
28 января 2016 года сценаристом сериала назначили Скотта Рейнольдса, который участвовал в написании сценария для второго по счёту телесериала в линейке Marvel / Netflix — «Джессика Джонс».

### Кастинг
Кастинг «Железного кулака» начался в январе 2016 года, в то время как роль Железного кулака получил Финн Джонс, однако до марта Marvel официально не подтверждали эту информацию. В том же месяце студия искала актёра азиатского происхождения для роли Шан-Чи. В апреле 2016 года Джессика Хенвик, Дэвид Уэнем, Джессика Строуп и Том Пельфри получили роли Коллин Винг, Гарольда Мичама, Джой Мичам и Уорда Мичама. Керри-Энн Мосс, сыгравшая Джери Хогарт в сериале «Джессика Джонс», вновь исполняет свою роль.

### Съёмки
В феврале 2014 года Marvel объявили, что съёмки сериала пройдут в Нью-Йорке. В апреле Кесада заявил о посещении съёмочной группой районов Бруклина и Лонг-Айленд-Сити, которые до сих пор выглядят как старая Адская кухня. Съёмки начались в апреле 2016 года под рабочим названием «Пинок» (англ. Kick).

### Связь с КВМ
«Железный кулак» станет четвёртым из серии таких телесериалов, как «Сорвиголова», «Джессика Джонс» и «Люк Кейдж», которые объединятся в кроссоверный мини-сериал «Защитники». В ноябре 2013 года глава Disney Боб Игер сообщил, что если персонажи станут популярными на Netflix, не исключено, что они смогут превратиться в полнометражные фильмы. В ноябре 2013 генеральный директор Disney Боб Айгер заявил, что в случае популярности телесериалов Marvel от Netflix, таких как «Железный кулак», «вполне возможно, что они станут художественными фильмами», что было подтверждено Сарандасом в июле 2015 года. В августе 2014 года Винсент Д’Онофрио, исполнитель роли Уилсона Фиска в «Сорвиголове», заявил, что после окончания сериалов от Netflix у Marvel есть планы по расширению вселенной. В марте 2015 года Лоуб говорил о возможном кроссовере между фильмами КВМ и телевизионными сериалами от ABC.

## Показ
«Железный кулак» выпущен 17 марта 2017 года через потоковый видеосервис Netflix. Все 13 серий стали доступны сразу, в отличие от традиционного сериального формата, продолжив практику «просмотра всех серий залпом» (binge-watching), которая стала очень успешной для других проектов Netflix.